# Budy Milewskie
Budy Milewskie – wieś w Polsce położona w województwie mazowieckim, w powiecie sierpeckim, w gminie Zawidz. Ma status sołectwa.
| SIMC    | Nazwa       | Rodzaj                          |
| ------- | ----------- | ------------------------------- |
| 1056669 | Osada Narty | część wsi (zniesiona w 2023 r.) |

Na terenie wsi znajduje się remiza Ochotniczej straży pożarnej (OSP) która działa od 1960 roku.
W latach 1975–1998 miejscowość administracyjnie należała do województwa płockiego.